# Хробеж
Хробеж (пол. Chroberz) — село в Польщі, у гміні Злота Піньчовського повіту Свентокшиського воєводства.
Населення — 877 осіб (2011).
У 1975-1998 роках село належало до Келецького воєводства.

## Демографія
Демографічна структура на день 31 березня 2011 року:
|          | Загалом | Допрацездатний вік | Працездатний вік | Постпрацездатний вік |
| -------- | ------- | ------------------ | ---------------- | -------------------- |
| Чоловіки | 420     | 80                 | 296              | 44                   |
| Жінки    | 457     | 54                 | 260              | 143                  |
| Разом    | 877     | 134                | 556              | 187                  |